# یارنبی (اکلاهما)
یارنبی (به انگلیسی: Yarnaby) یک منطقهٔ مسکونی در ایالات متحده آمریکا است که در شهرستان برایان، اکلاهما واقع شده‌است.